# Sigrid Hirbodian

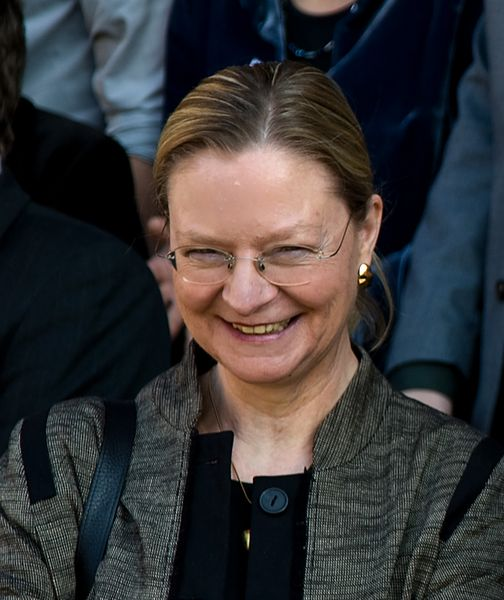
Sigrid Hirbodian aufgenommen von Ernst-Dieter Hehl im Jahr 2011.

Sigrid Hirbodian (ehemals Schmitt, geborene Wagner; * 7. Januar 1960 in Wiesbaden) ist eine deutsche Historikerin.
Sigrid Hirbodian studierte an der Universität Mainz Geschichte und Germanistik für das Lehramt. Im Jahr 1986 legte sie das Staatsexamen ab. Von 1988 bis 2002 war sie wissenschaftliche Angestellte am Institut für Geschichtliche Landeskunde an der Universität Mainz. Im Jahr 1992 wurde sie mit der von Alois Gerlich betreuten Arbeit Territorialstaat und Gemeinde im kurpfälzischen Oberamt Alzey promoviert. Ihre Habilitation erfolgte 2002 mit dem Thema Geistliche Frauen und städtische Welt. Kanonissen – Nonnen – Beginen und ihre Umwelt am Beispiel der Stadt Straßburg im Spätmittelalter (1250–1525). Von Oktober 2002 bis Juli 2006 war Sigrid Hirbodian als Vertretung für Michael Matheus Leiterin des Historischen Seminars an der Universität Mainz. Von 2006 bis 2011 lehrte sie als Professorin für mittelalterliche Geschichte an der Universität Trier. Seit August 2011 lehrt sie in der Nachfolge von Sönke Lorenz als Professorin für Mittlere und Neuere Geschichte mit Schwerpunkt Geschichtliche Landeskunde und Historische Hilfswissenschaften an der Universität Tübingen. Dort ist sie außerdem Direktorin des Instituts für Geschichtliche Landeskunde und Historische Hilfswissenschaften.
Ihre Forschungsschwerpunkte liegen in der Landes- und Stadtgeschichte, in der Religions- und Konventsgeschichte sowohl in der spätmittelalterlichen als auch in der neuzeitlichen Geschichte. Mehrere Veröffentlichungen legte sie zur Landwirtschaft und Dorfgesellschaft, besonders zu den Rechtsquellen vor. Sie ist Mitglied im Konstanzer Arbeitskreis für mittelalterliche Geschichte (seit 2014), in der Kommission für geschichtliche Landeskunde in Baden-Württemberg, der Hessischen Historischen Kommission Darmstadt, der Historischen Kommission für Nassau, der Pfälzischen Gesellschaft zur Förderung der Wissenschaften. Hirbodian organisierte im Herbst 2017 mit Eva Schlotheuber eine Reichenau-Tagung des Konstanzer Arbeitskreises für mittelalterliche Geschichte mit dem Thema „Zwischen Klausur und Welt. Autonomie und Interaktion spätmittelalterlicher geistlicher Frauengemeinschaften“. Die daraus resultierenden Beiträge wurden 2022 herausgegeben. Mit Oliver Auge und Sönke Lorenz gab sie das Handbuch der Stiftskirchen in Baden-Württemberg heraus. Das Werk liefert die Beschreibung von 137 kirchlichen Institutionen Baden-Württembergs vom 8. bis ins 21. Jahrhundert.

## Schriften (Auswahl)
Monografien
- Territorialstaat und Gemeinde im kurpfälzischen Oberamt Alzey. Vom 14. bis zum Anfang des 17. Jahrhunderts (= Geschichtliche Landeskunde. Veröffentlichungen des Instituts für Geschichtliche Landeskunde an der Universität Mainz. Bd. 38). Steiner, Stuttgart 1992, ISBN 3-515-06069-3.

Herausgeberschaften
- mit Lea Wegner: 1525 - Württemberg im Aufstand (= Landeskundig. Tübinger Vorträge zur Landesgeschichte. Bd. 9). Thorbecke, Ostfildern 2025, ISBN 978-3-7995-2119-2.
- mit Peter Rückert: Mechthild von der Pfalz. Eine Fürstin und ihre Höfe (= Schriften zur südwestdeutschen Landeskunde. Bd. 86). Thorbeke, Ostfildern 2024, ISBN 978-3-7995-5286-8.
- mit Alexander Brunotte: 200 Jahre Korntal – eine pietistische Gemeindegründung und ihr Umfeld (= Tübinger Bausteine zur Landesgeschichte. Bd. 30). Thorbecke, Ostfildern 2023, ISBN 978-3-7995-5530-2.
- mit Nigel F. Palmer, Peter Rückert: Württemberg als Kulturlandschaft. Literatur und Buchkultur an Klöstern und Höfen im späteren Mittelalter (= Kulturtopographie des alemannischen Raums. Bd. 12). De Gruyter, Berlin 2023, ISBN 978-3-11-077824-3.
- mit Eva Schlotheuber: Zwischen Klausur und Welt Autonomie und Interaktion spätmittelalterlicher geistlicher Frauengemeinschaften (= Vorträge und Forschungen. Bd. 91). Thorbecke, Ostfildern 2022, ISBN 978-3-7995-6891-3.
- mit Tabea Scheible, Agnes Schormann: Konfrontation, Kontinuität und Wandel. Selbstwahrnehmung und Ordnungsvorstellungen in geistlichen Frauengemeinschaften in Zeiten der Bedrohung durch die Reformation (= Schriften zur südwestdeutschen Landeskunde. Bd. 83). Thorbecke, Ostfildern 2022, ISBN 978-3-7995-5283-7.
- mit Rolf Kießling, Edwin Ernst Weber: Herrschaft, Markt und Umwelt. Wirtschaft in Oberschwaben 1300 bis 1600 (= Oberschwaben. Forschungen zu Landschaft, Geschichte und Kultur. Bd. 3). Kohlhammer, Stuttgart 2019, ISBN 978-3-17-037333-4.
- mit Sabine Klapp: Städtische Gesellschaft und Kirche im Spätmittelalter (= Geschichtliche Landeskunde. Veröffentlichungen des Instituts für Geschichtliche Landeskunde an der Universität Mainz. Bd. 62). Steiner, Stuttgart 2008, ISBN 978-3-515-08573-1.
- mit Michael Matheus: Kriminalität und Gesellschaft in Spätmittelalter und Neuzeit (= Mainzer Vorträge. Bd. 8). Steiner, Stuttgart 2005, ISBN 3-515-08281-6.
- Frauen und Kirche (= Mainzer Vorträge. Bd. 6). Steiner, Stuttgart 2002, ISBN 3-515-08060-0.

Quellenedition
- Ländliche Rechtsquellen aus den kurmainzischen Ämtern Olm und Algesheim (= Geschichtliche Landeskunde. Veröffentlichungen des Instituts für Geschichtliche Landeskunde an der Universität Mainz. Bd. 44). Steiner, Stuttgart 1996, ISBN 3-515-06786-8.